# مارفن تشومسكي
مارفن تشومسكي (بالإنجليزية: Marvin J. Chomsky)‏ مواليد 23 مايو 1929 في نيويورك، الولايات المتحدة، هو مخرج أمريكي كما أنه من الفائزين بجائزة إيمي. يعمل تشومسكي أيضاً منتجاً تلفزيونيّاً.

## الأعمال
- 1986: أناستاستا: سر آنا
- 1977-: جذور: ملحمة عائلة أميركية

## وصلات خارجية
- مارفن تشومسكي على موقع IMDb (الإنجليزية)
- مارفن تشومسكي على موقع ألو سيني (الفرنسية)
- مارفن تشومسكي على موقع أول موفي (الإنجليزية)
- مارفن تشومسكي على موقع قاعدة بيانات الأفلام السويدية (السويدية)
- مارفن تشومسكي على موقع إن إن دي بي (الإنجليزية)
- مارفن تشومسكي على موقع قاعدة بيانات الفيلم (الإنجليزية)
- مارفن تشومسكي على موقع كينوبويسك (الروسية)